# The Tokens
A The Tokens amerikai énekegyüttes, amely 1955-ben alakult meg New Yorkban. Legismertebb daluk a The Lion Sleeps Tonight, amely Solomon Linda 1939-es dalának feldolgozása. A dal az együttes egyetlen közismert slágere, ezért gyakran szoktak rájuk egyslágeres előadóként hivatkozni.

## Tagok

### Klasszikus felállás
- Jay Siegel – ének (1939. október 20.-)
- Mitchell Margo (1947. május 25.-2017. november 24.)
- Neil Sedaka (1939. március 13.-)
- Philip Margo (1942. április 1.-2021. november 13.)
- Hank Medress (1938. november 19.-2007. június 18.)
- Joe Venneri – gitár (1937. július 28.-2019. június 28.)

### Jelenlegi tagok

#### A Jay Siegel-féle Tokens
- Jay Siegel
- Bill Reid
- Jay Traynor

#### A Margo testvérek-féle Tokens
- Mitch Margo – ének, gitár
- Phil Margo – ének, ütőhangszerek
- Jay Leslie – ének, kürt
- Mike Johnson – ének, billentyűzet
- Noah Margo – dob
- Ari Margo – ének
- Damien Margo – ének, dob

## Diszkográfia
- 1961: The Lion Sleeps Tonight
- 1962: We, The Tokens, Sing Folk
- 1964: Wheels
- 1966: I Hear Trumpets Blow
- 1966: The Tokens Again
- 1967: Back to Back
- 1967: It's A Happening World
- 1970: Greatest Moments In a Girl's Life
- 1971: Both Sides Now
- 1971: December 5
- 1971: Intercourse
- 1973: Cross Country
- 1988: Re-Doo-Wopp
- 1993: Oldies Are Now
- 1995: Merry Merry
- 1996: Tonight The Lion Dances
- 1999: Unscrewed